# Cabalgando al infierno
Cabalgando al infierno es un western italiano o spaghetti western, dirigido por el actor y realizador estadounidense Vic Morrow en 1970.

## Argumento
Luther Sledge (James Garner) y su banda de forajidos planean robar un importante cargamento de oro, pero no resultará nada sencillo, pues este se custodia en el interior de una prisión. Por el camino, se encontrarán con unas chicas de saloon, por una de las cuales (Laura Antonelli) se sentirá atraído Sledge, pese a las difíciles relaciones sentimentales que ambos han mantenido hasta ese momento. Sledge idea un audaz plan para hacerse con el oro: se hará capturar y encarcelar en la prisión, para, una vez dentro, provocar un motín, y aprovechar la confusión para hacerse con el cargamento.

## Comentario
Producida por Dino de Laurentiis en Italia, con un reparto en su mayor parte formado por actores norteamericanos, supuso la única realización para la gran pantalla del habitualmente actor Vic Morrow, que hasta entonces había trabajado como realizador en diversas series televisivas. Cabalgando al infierno es un Western violento y con un halo trágico, con un James Garner en un papel bastante menos amable de lo que en él solía ser habitual.

## Reparto
- James Garner como Luther Sledge
- Dennis Weaver
- Claude Akins
- Laura Antonelli
- Wayde Preston
- John Marley